# Rumänische Eishockeyliga 1966/67
Die Saison 1966/67 war die 37. Spielzeit der rumänischen Eishockeyliga, der höchsten rumänischen Eishockeyspielklasse. Meister wurde zum insgesamt elften Mal in der Vereinsgeschichte Steaua Bukarest.

## Hauptrunde

### Tabelle
|    | Klub                      | Sp | S | U | N | Punkte |
| -- | ------------------------- | -- | - | - | - | ------ |
| 1. | Steaua Bukarest           | 20 |   |   |   | 36     |
| 2. | Dinamo Bukarest           | 20 |   |   |   | 32     |
| 3. | Avântul Miercurea Ciuc    | 20 |   |   |   | 26     |
| 4. | Agronomia Cluj            | 20 |   |   |   | 16     |
| 5. | Târnava Odorheiu Secuiesc | 20 |   |   |   | 8      |
| 6. | Politehnica Bukarest      | 20 |   |   |   | 2      |

Sp = Spiele, S = Siege, U = Unentschieden, N = Niederlagen